# Schichau-Werke

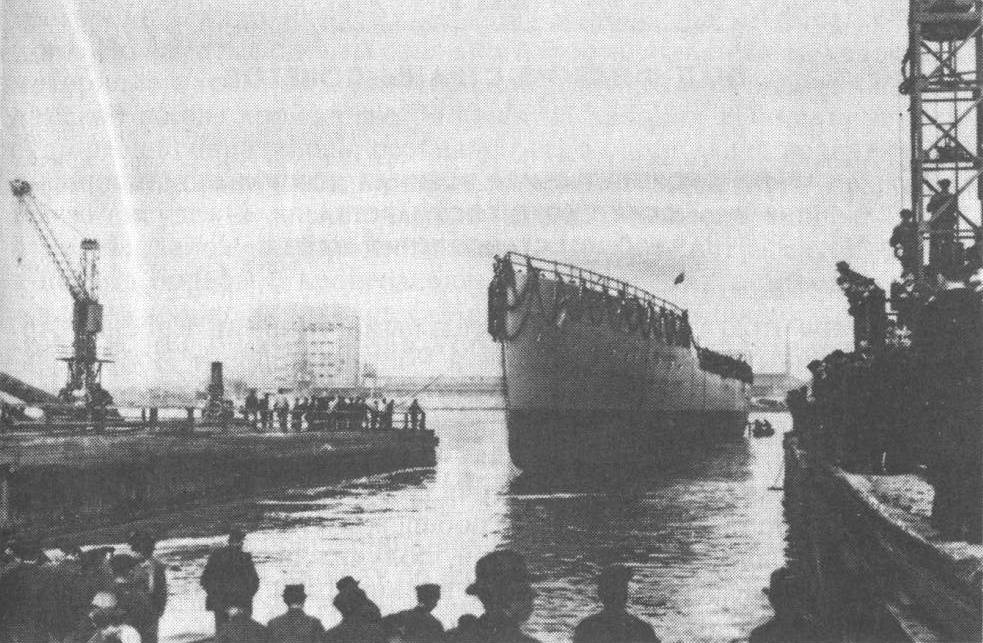
Спуск на воду російського легкого крейсера «Муравйов-Амурський» на корабельні «Шихау-Верке» (після початку війни був конфіскований та перероблений на німецький крейсер «Піллау». 29 березня 1914

«Шихау-Верке» (нім. Schichau-Werke), повністю (нім. F. Schichau, Maschinen- und Lokomotivfabrik, Schiffswerft und Eisengießerei GmbH) — німецька машинобудівна та суднобудівна компанія, що базувалася в Ельбінгу, Німеччина (тепер Ельблонг, Польща) на Фрісч-Хафф тодішньої Західної Пруссії. Компанія також мала дочірню верф у сусідньому Данцигу (сьогодні Гданськ, Польща). Через радянське завоювання Східної Німеччини «Шихау-Верке» перемістила частку своїх активів до Бремергафена в березні 1945 року, а основні виробничі потужності припинили існування. Водночас, на місці та обладнанні «Шихау-Верке» продовжували діяти машинобудівні підприємства до 2009 року.

## Кораблі та судна виробництва компанії «Шихау-Верке»

### Лінійні кораблі
- пре-дредноут «Веттін» типу «Віттельсбах»
- пре-дредноут «Ельзас» типу «Брауншвейг»
- пре-дредноут «Лотрінген» типу «Брауншвейг»
- пре-дредноут «Ольденбург» типу «Гельголанд»
- пре-дредноут «Кеніг Альберт» типу «Кайзер»
- пре-дредноут «Баден» типу «Баєрн»

### Лінійні крейсери
- «Лютцов» типу «Дерфлінгер»
- «Граф Шпєє» типу «Макензен»

### Підводні човни
- 64 підводні човни типу VII (1939–1944)
- 30 підводних човнів типу XXI (1943–1945)

### Міноносці
- 6 міноносців типу 1935 (T1, T2, T3, T4, T9, T10)
- 9 міноносців типу 1937 (T13, T14, T15, T16, T17, T18, T19, T20, T21)
- 15 міноносців типу 1939 (T22, T23, T24, T25, T26, T27, T28, T29, T30, T31, T32, T33, T34, T35, T36)